# Clitopilus
Clitopilus (Fr. ex Rabenh.) P. Kumm. (bruzdniczek) – rodzaj grzybów z rodziny dzwonkówkowatych (Entolomataceae).

## Charakterystyka
Grzyby kapeluszowe o mięsistym kapeluszu wyrastającym z centralnie osadzonego trzonu. Wysyp zarodników różowy. Zarodniki cieliste, różowe, o równomiernie cyjanofilnych ścianach pokrytych 5–12 podłużnymi grzbietami.

## Systematyka i nazewnictwo
Pozycja w klasyfikacji: Entolomataceae, Agaricales, Agaricomycetidae, Agaricomycetes, Agaricomycotina, Basidiomycota, Fungi (według Index Fungorum).
Synonimy naukowe: Agaricus subgen. Clitopilus Fr. ex Rabenh., Hexajuga Fayod,
Orcella Battarra ex Clem., Paxillopsis J.E. Lange.
Polską nazwę podał Władysław Wojewoda w 2003 r. W polskim piśmiennictwie mykologicznym należące do tego rodzaju gatunki opisywane były także jako też jako rumieniak i sadówka.
Gatunki występujące w Polsce:
- Clitopilus ardosiacus (E. Horak & Griesser) Noordel. & Co-David 2009[6]
- Clitopilus caelatus (Fr.) Vila & Contu 2009 – tzw. rumieniak piaskowy
- Clitopilus cystidiatus Hauskn. & Noordel. 1999[7] – bruzdniczek szaroblaszkowy[8]
- Clitopilus daamsii Noordel. 1984[7]
- Clitopilus geminus (Paulet) Noordel. & Co-David 2009 – bruzdniczek gromadny[6]
- Clitopilus hobsonii (Berk. & Broome) P.D. Orton 1960 – bruzdniczek malutki
- Clitopilus passeckerianus (Pilát) Singer 1946[7]
- Clitopilus pinsitus (Fr.) Joss. 1937 – bruzdniczek krótkotrzonowy
- Clitopilus prunulus (Scop.) P. Kumm. 1871 – bruzdniczek największy
- Clitopilus scyphoides (Fr.) Singer 1946 – bruzdniczek cienkokapeluszowy

Nazwy naukowe na podstawie Index Fungorum. Wykaz gatunków i nazwy polskie według Władysława Wojewody i innych.